# Leon Waściński
Leon Waściński – polski dyplomata, stały przedstawiciel przy UNESCO (1981–1986).

## Życiorys
Doktor nauk. W latach 1981–1986 stały przedstawiciel PRL przy UNESCO w Paryżu. W latach 1986–1992 był sekretarzem generalnym Polskiego Komitetu ds. UNESCO. Ok. 1998 kierował misją Organizacji Bezpieczeństwa i Współpracy w Europie w Groznym.